# Zeller Mulde
Bei der Zeller Mulde handelt es sich um eine nach Ost-Süd-Ost-Richtung verlaufende Synklinale, die von allen Seiten von Satteln umgeben ist. Sie ist Teil der charakteristischen Sattel-Mulden-Struktur, die die geologische Formation des bayerischen Regierungsbezirks Unterfrankens bildet. Namengebender Ort ist die Gemeinde Zell am Main im Landkreis Würzburg. Als Folge der Muldenlage treten in Zell mehrere Quellen zutage, die unter der Bezeichnung Zeller Quellen eine besondere Rolle für die Trinkwasserversorgung der nahen Stadt Würzburg haben.

## Geografie
Das Zentrum der Synklinalen ist in Waldbüttelbrunn zu finden. Sie umfasst rund 110 km², wobei Zell selbst nördlich der Hauptstörung liegt. Der Name leitet sich von der im Zeller Maintal besonders gut sichtbaren Formation ab. Neben der Mulde selbst schneiden mehrere kleinere Brüche die Hauptstörung, sie führen zum charakteristischen Quellenreichtum des Gebietes. Der wichtigste dieser Brüche ist nördlich des Hettstadterhofes zu finden. Naturräumlich wird das Areal vom Maintal von Veitshöchheim eingenommen, wobei Ausläufer der Störung sich bis in den südlich anschließenden Würzburger Talkessel ziehen.

## Charakteristik
Die Verbiegungen der tektonischen Schichten prägen die Landschaft von Unterfranken und ziehen sich durch das gesamte Gebiet des Mittleren Maintals und der Mainfränkischen Platten. Die Sattel-Mulden-Struktur wird durch das generelle Einfallen der geologischen Formationen um zwei Grad nach Osten charakterisiert. Im Abstand von etwa zehn Kilometern folgt auf eine Mulde wieder ein Sattel bzw. Gewölbe. Jene Geländemerkmale entstanden als Spätwirkung der Alpenaufwölbung nach der Ablagerung des Muschelkalks und werden als flache geologische Wellen beschrieben. Sie gehen auf das variszische Grundgebirge zurück.
Die Formationen der Zeller Mulde bestehen aus verkarsteten Schichten des Hauptmuschelkalks sowie des Mittleren Muschelkalks, die leicht nach Nordosten gekippt sind. Da diese Schichten keine wasserstauenden Elemente aufweisen, entstanden hier keine größeren Grundwasserkörper. Erst der darüber anstehende Zellenkalk weist mit den hier enthaltenden Orbicularismergeln eine Schicht auf, in der sich das Wasser aufstauen kann. In der Nähe von Zell schneiden kleinere Verwerfungen die Zellenkalke, sodass die Wasserschichten in die tieferliegenden Schaumkalkbänke absinken. Das Wasser tritt in mehreren Quellen an den Füßen der Zellerberge und des Norbertusheimstollens zutage. Daneben fließt das Wasser in Form eines Grundwasserbegleitstroms in den Main.

## Zeller Quellen

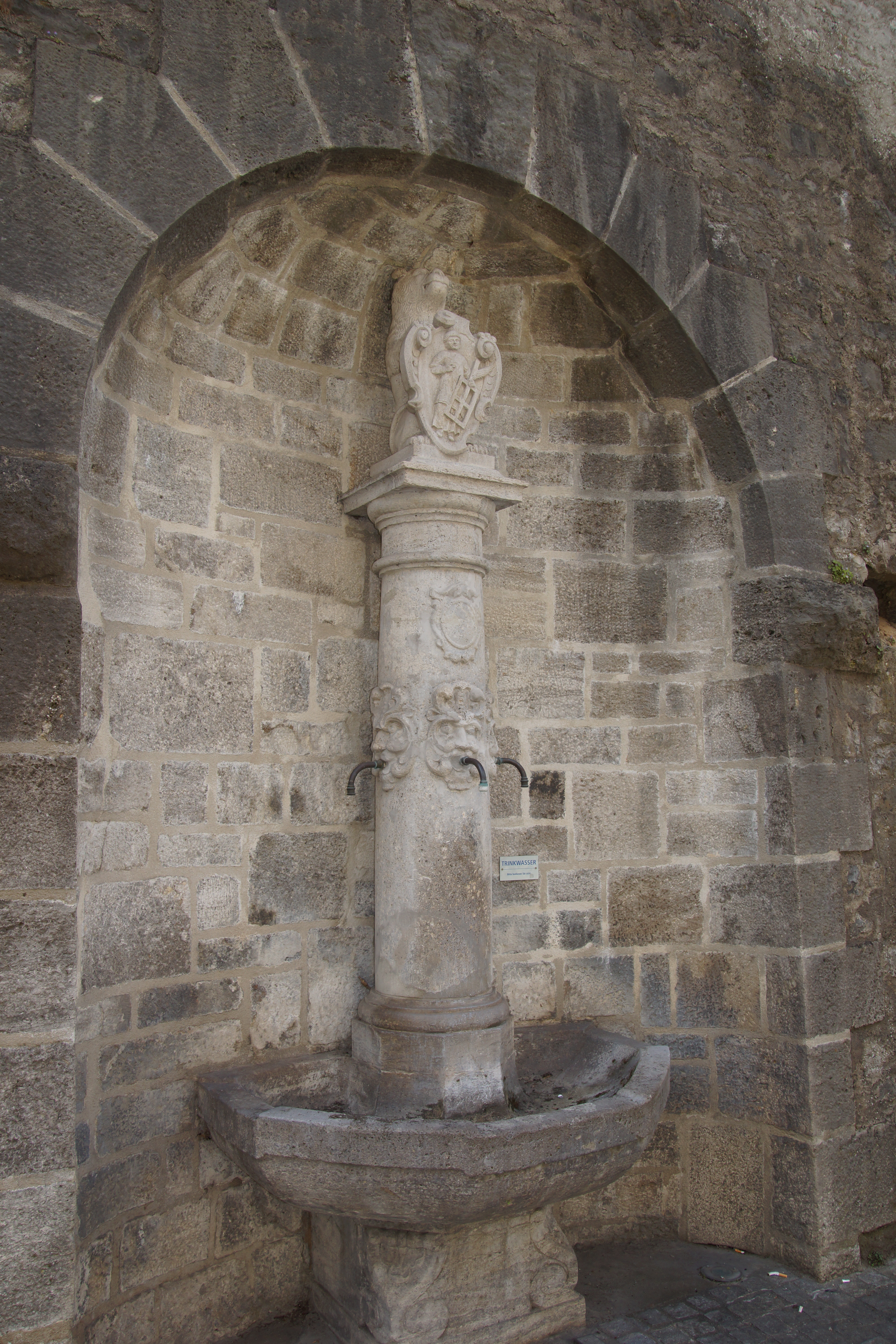
Der Zeller Laurentiusbrunnen

Die charakteristischen Quellen, die durch den Störungsverlauf bedingt, vor allem in Zell am Main an die Oberfläche treten, führten zur Ausbildung einer eigenständigen Wassertradition in der Gemeinde. Bis ins 19. Jahrhundert besaßen viele der im Ort lebenden Menschen eine eigene Wasserversorgung. Daneben wurden von den Quellen, die das Wasser mit hohem Druck aus dem Gestein schießen, vier Mühlen betrieben und mehrere Brunnen gespeist. 1898 mussten die Stadtwerke Würzburg die Zeller „Wasserrechtler“ entschädigen, als sie die Quellen in einem zentralen Pumpwerk bündelten.
Noch heute besitzen die Anwohner allerdings ein Recht auf ihr „Freiwasser“, das sich nach der Schüttung der durch den Stollenbau zugeschütteten Hausquellen richtet. Heute (Stand: 2023) bestehen in Zell zwölf öffentliche Brunnen. Die Gemeinde unterhält außerdem ein Wassermuseum, das die lokale Geschichte der Wassernutzung zeigt. Das Bayerische Landesamt für Umwelt ordnet die Karstquelle im Norbertusheim-Stollen bei Oberzell als eine der ursprünglich 25 Quellen als schützenswertes Geotop ein.